# Claire Liu
Claire Liu (n. 25 mai 2000, Thousand Oaks, California, SUA) este o tenismenă americană. La 30 ianuarie 2023, ea a atins cea mai înaltă poziție la simplu în clasamentul WTA, locul 52 mondial.
Claire a crescut în Thousand Oaks, California. Ambii ei părinți sunt imigranți chinezi.
În 2017, a fost numărul 1 mondial în clasamentul pentru juniori, după ce a câștigat titlul de simplu fete de la Wimbledon și a fost finalistă la French Open. Liu a câștigat și un titlu de Grand Slam la dublu pentru juniori la Wimbledon cu Usue Arconada în 2016.